# 백운초등학교 (충북)
백운초등학교는 대한민국 충청북도 제천시에 있는 공립 초등학교이다.

## 학교 연혁
- 1908년 4월 1일: 사립 흥명학교 개교
- 1920년 4월 1일: 평동공립보통학교 개편
- 1934년 12월 1일 백운공립보통학교로 개칭
- 1990년 2월 28일: 애련분교장 통합
- 1991년 2월 28일: 원월국민학교 통합
- 1997년 3월 1일: 산척초등학교 석천분교장 통합

## 참고 자료
- 백운초등학교 - 한국교육학술정보원 학교알리미